# Frank-Burkhard Habel
Frank-Burkhard Habel (* 17. August 1953 in Berlin), häufig mit F.-B. Habel abgekürzt, ist ein deutscher Film- und Fernsehwissenschaftler und Publizist sowie sporadisch Schauspieler und Drehbuchautor. Er war auch in anderen Funktionen bei Film und Fernsehen tätig.

## Leben
Habel wuchs im Berliner Stadtbezirk Prenzlauer Berg auf, wo er als Kind erste Bühnenerfahrungen als Schauspieler sammeln konnte. 1971 wurde er Ensemblemitglied des Berliner Theaters im 12. Stock, hauptberuflich arbeitete er zunächst als Aufnahmeleiter beim Deutschen Fernsehfunk – wo er an einigen Episoden der Fernsehreihe Polizeiruf 110, aber auch Verfilmungen von George Bernard Shaw, Noël Coward, Thomas Wolfe und Stanisław Lem mitarbeitete. Seit Ende der 1970er Jahre bis 1989 arbeitete Habel auch beim Staatlichen Filmarchiv der DDR.
Von 1980 bis 1984 studierte er in Potsdam an der Hochschule für Film und Fernsehen Filmgeschichte, wirkte bis in die 1990er Jahre nebenbei auch in einigen Studentenfilmen mit, wie der James-Bond-Parodie Live and Let Die, für die er 1984 auf dem internationalen Studentenfilmfestival als bester Darsteller ausgezeichnet wurde. Seine Diplomarbeit schrieb er zu den Stacheltier-Produktionen der DEFA. Im Sommer 1989 beendete er seine Arbeit für staatliche Stellen und wurde freiberuflich als Autor, Dramaturg, im Verleih, als Kritiker, Juror, Kurator von Ausstellungen und Filmreihen, Moderator und Schauspieler tätig. Zudem war er mehrfach Gastdozent in verschiedenen Bildungseinrichtungen im In- und Ausland. Als Gründungs- und Vorstandsmitglied im Interessenverband Filmkommunikation war Habel Mitbegründer des Filmfestival Cottbus. Dem Theater im 12. Stock, später Zimmertheater Karlshorst, gehörte er bis 2005 nebenher an. Von 2009 bis 2013 war er Zweiter Vorsitzender der Kurt Tucholsky-Gesellschaft, erneut ab 2019. 2021 wurde er zum 1. Vorsitzenden gewählt.
Als Filmpublizist ist er seit dem Ende der 1970er Jahre aktiv. In den 1980er Jahren wirkte Habel am CineGraph – Lexikon zum deutschsprachigen Film mit. Seit Mitte der 1990er Jahre veröffentlichte Habel diverse Bücher zu Filmthemen. In seinen Büchern beschäftigt sich Habel häufig mit der Geschichte des Kinos und Fernsehens in der DDR. Er schreibt regelmäßig für die Tageszeitung junge Welt und gelegentlich für Neues Deutschland.

## Filmografie
Schauspieler:
- 1975: Die Bibliothekarin
- 1982: Robert in Berlin
- 1983: Live and let die
- 1985: Die Geschichte vom goldenen Taler
- 1985: Spiele
- 1988: Die Bestie
- 1989: Motivsuche
- 1990: Happy Bösday
- 1990: Weihnachten schneit’s
- 1990/91: Mit Herz und Robe
- 1991: Feuerwache 09
- 1991: Polizeiruf 110: Der Riß
- 1992: Polizeiruf 110: Mit dem Anruf kommt der Tod
- 1995: Polizeiruf 110: Im Netz
- 1996: Scheißleben
- 1997: Polizeiruf 110: Der Tausch
- 1997: Polizeiruf 110: Der Sohn der Kommissarin
- 2009: Von Lust & Laster – Deutsche Sittengeschichten

Aufnahmeleiter:
- 1975: Im Netz
- 1976: Polizeiruf 110: Eine fast perfekte Sache
- 1976: Des Doktors Dilemma
- 1977: Die Marquise
- 1977: Der getreue Roboter
- 1977: Der Staatsanwalt hat das Wort: Meine Frau
- 1978: Disko mit Einlage

Autor und Dramaturg:
- 1983: Alle Jahre wieder
- 1987: Weihnacht.Männer (nicht fertiggestellt)
- 1995: Quartett zu fünft – Sommergeschichten
- 1995: Pariser Platz – Szenen aus der Geschichte
- 2002: Mondscheinträumereien
- 2003: Carneval der Melodien
- 2004: Es leuchten die Sterne
- 2010: Auch das noch!

## Schriften
- 100 Jahre Film. Das war unser Kintopp. Schwarzkopf und Schwarzkopf, Berlin 1995, ISBN 3-89602-031-5.
- mit Frank Eberlein: Die Olsenbande. Das große Buch für Fans. Schwarzkopf und Schwarzkopf, Berlin 1996, ISBN 3-89602-056-0.
- Ekel Alfred. Ein Herz und eine Seele. Das große Buch für Fans. Schwarzkopf und Schwarzkopf, Berlin 1996, ISBN 3-89602-062-5.
- Gojko Mitic, Mustangs, Marterpfähle. Die Defa-Indianerfilme. Das große Buch für Fans. Schwarzkopf und Schwarzkopf, Berlin 1997, ISBN 3-89602-120-6.
- Verrückt vor Begehren. Die Filmdiven aus der Stummfilmzeit. Ein leidenschaftlicher Blick zurück in die Zeit der ersten Stars. Schwarzkopf und Schwarzkopf, Berlin 1999, ISBN 3-89602-128-1.
- mit Volker Wachter: Lexikon der DDR-Stars. Schauspieler aus Film und Fernsehen. Schwarzkopf und Schwarzkopf, Berlin 1999, ISBN 3-89602-304-7.
- Das große Lexikon der DEFA-Spielfilme. Die vollständige Dokumentation aller DEFA-Spielfilme von 1946 bis 1993. Schwarzkopf & Schwarzkopf, Berlin 2000, ISBN 3-89602-349-7.
- mit Volker Wachter: Das große Lexikon der DDR-Stars. Die Schauspieler aus Film und Fernsehen. Erweiterte Neuausgabe. Schwarzkopf & Schwarzkopf, Berlin 2002, ISBN 3-89602-391-8.
- Zerschnittene Filme. Zensur im Kino. Kiepenheuer, Leipzig 2003, ISBN 3-378-01069-X.
- mit Thomas Grossman: Dean Reed. Die wahre Geschichte. Verlag Neues Leben, Berlin 2007, ISBN 978-3-355-01738-1.
- Was ich von der Defa wissen sollte. 163 Stichworte zum Defa-Film. Defa-Stiftung, Berlin 2008, ISBN 978-3-00-024166-6.
- Lexikon Schauspieler in der DDR. Verlag Neues Leben, Berlin 2009, ISBN 978-3-355-01760-2.
- Armin Mueller-Stahl: Im Herzen Gaukler. Ein Leben vor der Kamera. Verlag Neues Leben, Berlin 2020, ISBN 978-3-355-01891-3.